# Kulturutveckling (Gävleborg)
Kulturutveckling är sedan 1 januari 2014 landstinget i Gävleborgs läns samlade kulturförvaltning där de tidigare självständiga enheterna Musik Gävleborg, Länskultur Gävleborg och Länsbibliotek Gävleborg nu ingår. Avdelningschef för den gemensamma förvaltningen är Carin Isaksson.

## Musik Gävleborg
Länsmusikverksamheten Musik Gävleborg startade 1988 och arbetar med att tillgängliggöra dans- och musikupplevelser för invånarna i Gävleborg. Detta gör man genom att producera konserter, främja arrangörsnätverk och hjälpa amatörverksamheter som körer och amatörorkestrar. Man har även samarbeten med skolor och är den lokala arrangören för den nationella musiktävlingen Musik Direkt. Länsmusiken driver de två ungdomsorkestrarna GUBB som spelar jazz och GUF som spelar folkmusik.

## Länskultur Gävleborg
Länskultur Gävleborg är ett regional resurscentrum för film, konst och hemslöjd i Gävleborg. Verksamheten kan utöver ekonomiska bidrag även bidra med handledning, utrustning och kompetens.

## Länsbibliotek Gävleborg
Länsbibliotek Gävleborg arbetar med att främja biblioteksutvecklingen i Gävleborgs län genom att vara en kontakt med Statens Kulturråd och stödja länets bibliotek genom bland annat omvärldsbevakning.